# SM*SH
SM*SH는 인도네시아의 보이 그룹이다. 2010년 4월 10일 결성하였으며, 7 Men as 7 Heroes라고도 종종 사용되며, 그룹 명에 담긴 의미이기도 하다.

## 디스코그래피
음반
- SM*SH (2011)

싱글
- Heart You	(2010)
- Senyum Semangat (2011)
- Aku Cinta Kau dan Dia (2011)
- Ada Cinta (2011)